# SN 2006tv
SN 2006tv – supernowa typu Ia odkryta 19 grudnia 2006 roku w galaktyce A023534-0834. Jej maksymalna jasność wynosiła 23,50m.